# Styria Graz
Styria Graz – austriacki klub szachowy z siedzibą w Grazu, czterokrotny mistrz kraju.

## Historia
Klub został założony 29 marca 1928 roku. W 1956 roku zespół zadebiutował w mistrzostwach kraju – Staatsmeisterschaft. Z identycznym wynikiem klub uczestniczył w sezonie 1960. W latach 1962–1963 Styria zdobyła wicemistrzostwo Austrii. W 1964 roku klub zdobył tytuł mistrzowski, uzyskując identyczną liczbę punktów co drugi Linzer SV. W roku 1965 obroniono tytuł. W 1975 roku szachiści Styrii zdobyli trzecie mistrzostwo.
Po utworzeniu w 1975 roku Staatsligi Styria uczestniczyła w inauguracyjnym sezonie, zajmując wówczas piąte miejsce. W sezonie 1977/1978 klub z Grazu zakończył rozgrywki na trzecim miejscu, a rok później uzyskano czwarte miejsce. Nastąpiła seria słabszych wyników, zakończona spadkiem z najwyższej klasy rozgrywkowej w 1985 roku.
W 2004 roku klub wrócił do pierwszej ligi, rozgrywanej wówczas jako Bundesliga, funkcjonując wówczas pod nazwą Union Styria. W sezonie 2005/2006 Styria zdobyła mistrzostwo Austrii. W składzie drużyny znajdowali się wówczas m.in. Róbert Ruck, Robert Markuš, Zoltán Ribli, Dawit Szengelia, Igor Štohl, Eva Moser, Egon Brestian, Ilija Balinow i Walter Wittmann. W 2006 roku zespół wystąpił w Pucharze Europy w składzie: Dawit Szengelia, Ilija Balinow, Walter Wittmann, Michael Arwanitakis, Stephan Wagner, Stefan i Johannes Hatzlowie oraz Paul Frank. W rozgrywkach klub zdobył sześć punktów (zwycięstwa z CE de Monte Carlo, Cardiff Chess Club i Obiettivo Risarcimento Padova oraz porażki z Bank King Erywań, SK Jenbach, Vilnius Chess School i SF Berlin 1903), przez co uzyskano 39. pozycję w pucharze. W kraju w 2007 roku Styria zajęła czwarte miejsce, podobnie w roku 2010. W sezonie 2010/2011 klub zajął przedostatnie, jedenaste miejsce, i spadł z Bundesligi. W 2014 roku szachiści klubu zajęli drugie miejsce w 2. Bundeslidze, jednak rok później nastąpił spadek z ligi. W 2023 roku Styria powróciła do 2. Bundesligi.

## Arcymistrzowie w historii klubu
- Ilija Balinow[4]
- Thies Heinemann[10]
- Thomas Luther[11]
- Robert Markuš[4]
- Olivér Mihók[12]
- Wadim Miłow[13]
- Gábor Nagy[12]
- Ciprian-Costică Nanu[14]
- Zoltán Ribli[13]
- Róbert Ruck[13]
- Igor Štohl[13]
- Dawit Szengelia[4]
- Henrik Teske[15]
- Peter Wells[15]
- Ivan Zaja[16]